# Sennius Kingsolveri
Sennius Kingsolveri là một loài bọ cánh cứng trong họ Bruchidae. Loài này được Pinto, Reibero-Costa & Johnson miêu tả khoa học năm 2003.